# Cassida sabahensis
Cassida sabahensis is een keversoort uit de familie bladkevers (Chrysomelidae). De wetenschappelijke naam van de soort werd in 2002 gepubliceerd door Swietojanska & Borowiec.